# Урбан, Фей
Фей Фрэнсис Урбан (англ. Faye Frances Urban, в замужестве Млакак, Mlacak; 28 октября 1945, Уинсор, Онтарио — 11 ноября 2020) — канадская теннисистка-любительница. Первая ракетка Канады в 1967—1969 годах, член сборной Канады в Кубке Федерации (в том числе играющий капитан в 1968 году), бронзовый призёр Панамериканских игр 1967 года в женском парном разряде. Спортсменка года в Онтарио (1966), член Зала теннисной славы Канады с 1996 года.

## Биография
Фей Урбан родилась в Уинсоре в 1945 году. Её отец Арчи познакомил Фей с теннисом в раннем детстве, и она быстро обогнала сверстниц, уже в десять лет выиграв в 1956 году чемпионаты Западного Онтарио среди девочек в возрасте до 13 и до 15 лет. В 1958 году она стала финалисткой чемпионатов Онтарио и Канады среди девушек, а в 1960 году завоевала титулы чемпионки Онтарио и Квебека среди девушек. В 1962 году Урбан стала победительницей внутреннего (закрытого) чемпионата Канады среди девушек, а на следующий год — победительницей открытого чемпионата Канады среди девушек. С 1960 по 1963 год она также выигрывала эти турниры в парном разряде. Лучшим компонентом её игры был удар открытой ракеткой с отскока.
К середине 1960-х годов Урбан зарекомендовала себя как сильный парный игрок, с 1965 по 1969 год выиграв Международный чемпионат Канады (ныне Открытый чемпионат Канады) в женских парах пять раз подряд. В 1965 году её партнёршей была другая канадка, Бренда Наннс, а с 1966 по 1969 год — ещё одна их соотечественница Вики Бернер. В 1965 и 1968 годах Урбан также доходила в этом турнире до финала в одиночном разряде, в первом случае уступив Джули Хелдман (3:6, 6:8), а во втором Джейн Барткович (3:6, 3:6). Наконец, в 1969 году она завоевала чемпионский титул в одиночном разряде, разгромив в финале Бернер со счётом 6:2, 6:0. Победа Урбан в этом турнире оставалась единственной в истории канадского женского тенниса до 2019 года, когда её успех повторила Бьянка Андрееску.
С 1966 по 1970 год Урбан представляла сборную Канады в Кубке Федерации — центральном международном турнире женских теннисных сбоеных. В 1968 году она выступала в качестве играющего капитана сборной. За эти годы канадская команда с её участием одержала верх над сборными Болгарии, Швейцарии, Венгрии и Норвегии. Сама Урбан за это время выиграла две из шести встреч в одиночном разряде и три из четырёх — в парах. Её наиболее значительным индивидуальным успехом в турнирах Большого шлема стал выход в четвертьфинал женского парного турнира на Уимблдоне в 1969 году в паре с Бернер. Всего она играла в Уимблдонском турнире пять раз. Принимала участие также в чемпионатах Франции и США, где в 1968 году была пятой в рейтинге среди иностранных участниц.
Среди достижений Урбан в других соревнованиях были бронзовая медаль Панамериканских игр 1967 года, завоёванная в паре с Бернер, звание чемпионки Канадских игр 1969 года в одиночном разряде и выход в полуфинал Пригласительного турнира округа Броуард 1968 года, где канадка переиграла по ходу соревнования соперниц, занимавших второе и шестое места в рейтинге USTA. В 1966 году Урбан была признана спортсменкой года в Уинсоре и провинции Онтарио, а с 1967 по 1969 год возглавляла национальный женский рейтинг в Канаде.
Окончание любительской игровой карьеры Фей Урбан в 1970 году было связано с тем, что в этом статусе она не могла обеспечить себя финансово. После этого она восемь лет работала в банковской индустрии как дилер на денежном рынке. Она также сотрудничала в качестве спортивного обозревателя с газетой Toronto Telegram. Позже перешла в сферу образования и на протяжении 25 лет работала учительницей в Торонтском школьном округе.
В 1992 году имя Фей Урбан было включено в списки Зала спортивной славы Уинсора и графства Эссекс, а в 1996 году — в списки Зала теннисной славы Канады. Она умерла от рака в ноябре 2020 года в возрасте 75 лет, оставив после себя мужа Уильяма Млакака, с которым прожила в брак 50 лет, сына и дочь.